# 外陰炎
外阴炎是指外阴皮肤、黏膜炎症性病变，由病原体或刺激性物质刺激引起。表现为瘙痒、疼痛、烧灼感，活动、性交、大小便时感觉不适。外阴炎包括有非特异行外阴炎、前庭大腺炎、前庭大腺囊肿、外阴假丝酵母菌病、婴幼儿外阴炎等等。